# Bernt Støylen
Bernt Andreas Støylen, född den 17 februari 1858 i Sandøy, Søndmøre, död den 18 november 1937, var en norsk biskop, far till biskop Kaare Støylen.
Støylen, som blev teologie kandidat 1885, var sjömanspräst i Cardiff och Bristol 1890-94, föreståndare för Notoddens lärarskola 1895-1902, lärare i teologi och föreståndare för det med Kristiania universitet förknippade teologiska seminariet 1902-09 och professor i praktisk teologi 1909-13, 1913-30 biskop i Kristiansands stift (från 1918 Agder bispedømme). 
Støylen agiterade ivrigt för landsmålet (var den förste biskop, som gillade detta som kyrkospråk), helnykterheten och en demokratisk kristlig-social reformpolitik; men i dogmatiska och kyrkliga frågor ansågs han annars som strängt konservativ. Hans vigning av Jens Gran Gleditsch till biskop i Nidaros stift var dock starkt kontroversiell. 
Støylen deltog i arbetet med Nynorsk salmebok tillsammans med sin biskopskollega Peter Hognestad samt prästen och poeten Anders Hovden. Själv bidrog han med 62 originaltexter och 139 översättningar. Han översatte även Carl Olof Rosenius betraktelser från svenska till nynorsk.
Bland Støylens inte så få skrifter kan nämnas Norske døbenavne (1887), Norske barnerim og leikar med toner (1899), Utsigt over egteskapsstiftelsens historie (1909), Utsigt over de geistliges kaldelse (1911), Hjælpebok for bibellæsere (1914) och  Register over love, retterbøter, resolutioner og skrivelser m. v. for den norske kirke (1923).